# Franco Rossi (calciatore)
Franco Andrés Rossi Donazar (Pando, 26 giugno 2002) è un calciatore uruguaiano, attaccante del Cerro Largo.

## Caratteristiche tecniche
Gioca come centravanti.

## Carriera
Ha iniziato a giocare a calcio nel settore giovanile del Rentistas, per poi passare al Montevideo City Torque nel 2021. Nel 2023 è passato in prestito biennale al Tacuarembó, ed il 12 marzo ha debuttato a livello professionistico nell'incontro di Segunda División Profesional de Uruguay vinto 2-0 contro il Cerrito. Due settimane più tardi ha segnato il suo primo gol nella trasferta persa 4-2 contro il Miramar Misiones.
Nel gennaio del 2025 è passato a titolo definitivo al Cerro Largo.

## Statistiche

### Presenze e reti nei club
Statistiche aggiornate al 18 marzo 2025.
| Stagione          | Squadra           | Campionato        | Campionato | Campionato | Coppe nazionali | Coppe nazionali | Coppe nazionali | Coppe continentali | Coppe continentali | Coppe continentali | Altre coppe | Altre coppe | Altre coppe | Totale | Totale | Totale |
| Stagione          | Squadra           | Comp              | Pres       | Reti       | Comp            | Pres            | Reti            | Comp               | Pres               | Reti               | Comp        | Pres        | Reti        | Pres   | Reti   |        |
| ----------------- | ----------------- | ----------------- | ---------- | ---------- | --------------- | --------------- | --------------- | ------------------ | ------------------ | ------------------ | ----------- | ----------- | ----------- | ------ | ------ | ------ |
| 2023              | Tacuarembó        | SD                | 21         | 2          | CU              | 0               | 0               | -                  | -                  | -                  | -           | -           | -           | 21     | 2      |        |
| 2024              | Tacuarembó        | SD                | 28         | 5          | CU              | 0               | 0               | -                  | -                  | -                  | -           | -           | -           | 28     | 5      |        |
| Totale Tacuarembó | Totale Tacuarembó | Totale Tacuarembó | 49         | 7          |                 | 0               | 0               |                    | -                  | -                  |             | -           | -           | 49     | 7      |        |
| 2025              | Cerro Largo       | PD                | 6          | 1          | CU              | 0               | 0               | CS                 | 1                  | 0                  | -           | -           | -           | 7      | 1      |        |
| Totale carriera   | Totale carriera   | Totale carriera   | 55         | 8          |                 | 0               | 0               |                    | 1                  | 0                  |             | -           | -           | 56     | 8      |        |